# Подольський Анатолій Юхимович
Український історик, кандидат історичних наук. Керівник Українського центру вивчення історії Голокосту, провідний науковий співробітник відділу етнополітології, керівник Центру єврейської історії і. культури Інституту політичних і етнонаціональних досліджень ім. І. Ф. Кураса НАН України.
Народився 28 квітня 1968 року в м. Києві. У 1993 році закінчив з відзнакою історичний факультет Київського педагогічного інституту ім. О. Горького (нині Національний педагогічний університет імені М. П. Драгоманова).
У 1996 році захистив дисертаційне дослідження на тему «Нацистський геноцид щодо євреїв України (1941—1944 рр.)» за спеціальністю 07.00.05 — етнологія та здобув науковий ступінь кандидата історичних наук.
Має близько 30 років стажу наукової, педагогічної та науково-організаційної діяльності.
В Інституті політичних і етнонаціональних досліджень НАН України працює з липня 1993 року. З липня 2015 року обіймає посаду провідного наукового співробітника.
Голова профспілкової організації Інституту політичних і етнонаціональних досліджень ім. І. Ф. Кураса НАН України. Входить до складу Вченої ради Інституту політичних і етнонаціональних досліджень ім. І. Ф. Кураса НАН України.
Засновник і член редакційної колегії наукового часопису «Голокост і сучасність. Студії в Україні і світі» та інформаційно-педагогічного бюлетеня «Уроки Голокосту».
Учасник багатьох міжнародних наукових заходів з єврейських студій в Україні, Ізраїлі, Великобританії, США, Канаді, Польщі, Білорусі, Німеччині, Австрії, Франції, Росії, Молдові. У 2000—2001 році працював у Дніпропетровську (тепер м. Дніпро), де заснував і очолював роботу першого в Україні науково-просвітницького центру з вивчення історії Голокосту «Ткума».
Фундатор і керівник наукової та освітньої громадської організації: Український центр вивчення історії Голокосту, створеної в березні 2002 року за підтримки Інституту політичних і етнонаціональних досліджень ім. І. Ф. Кураса НАН України.
Нагороджений Почесною грамотою НАН України (2016 р.).
Викладав курси загальної історії, історії України, а також факультативні курси з історії єврейського народу, історії Голокосту у різних навчальних закладах України (загальноосвітніх школах, коледжах, в Національному університеті «Києво-Могилянська академія»). Автор навчальних програм для закладів освіти України з історії єврейського народу, євреїв України, історії Голокосту з викладання єврейської історії та мови іврит.
Автор першого в Україні дисертаційного дослідження історії Голокосту та понад 160 наукових і навчально-методичних праць, присвячених питанням єврейської історії й культури, історії Голокосту, історії та сучасному культурному і політичному становищу єврейської громади України.
Керівник авторського колективу п'ятьох колективних монографій (виданих протягом 2008—2022 років) з проблематики єврейських студій, ролі українських євреїв в суспільно-політичному розвиткові. Науковий редактор і упорядник понад 40 наукових і науково-методичних видань.
Коло наукових інтересів: історія євреїв України ХХ століття; історія Голокосту; українсько-єврейські взаємини в історичній перспективі; порівняльні дослідження історії геноцидів ХХ століття; студії з культури та політики пам'яті (Memory Studies) про Другу світову війну.